# دارولد ویلیامسون
دارولد ویلیامسون (انگلیسی: Darold Williamson؛ زادهٔ ۱۹ فوریهٔ ۱۹۸۳) دونده اهل ایالات متحده آمریکا بود.